# Trichoniscoides cassagnaui
Trichoniscoides cassagnaui är en kräftdjursart som beskrevs av Henri Dalens 1972. Trichoniscoides cassagnaui ingår i släktet Trichoniscoides och familjen Trichoniscidae. Inga underarter finns listade i Catalogue of Life.